# 15917 Rosahavel
15917 Rosahavel (tên chỉ định: 1997 UX7) là một tiểu hành tinh vành đai chính. Nó được phát hiện bởi Lenka Kotková ở Đài thiên văn Ondřejov gần Ondřejov, Cộng hòa Séc, ngày 28 tháng 10 năm 1997. Nó được đặt theo tên Josef Havel, a Czech rose breeder.